# Погребняк Володимир Григорович
Володимир Григорович Погребняк (03 лютого 1950 р., Времівка, Донецької обл.,) — український науковець-фізик.

## Освіта
1967-1972 рр. Закінчив Донецький державний університет (м. Донецьк, Україна), одержав    кваліфікацію фізика;
13.11.1979 р.   Захистив дисертацію на здобуття наукового ступеня кандидата фізико-математичних наук за темою «Течія і молекулярна структура водних розчинів поліетеленоксиду» (спеціальність 01.04.14 — молекулярна фізика) в спеціалізованій раді Фізико-технічного науково-дослідного інституту низьких температур АН УРСР (м. Харків, Україна);
13.11.1990 р.  Захистив дисертацію на здобуття наукового ступеня доктора  технічних наук за темою «Дослідження ефектів пружних деформацій, які виникають при течії розчинів полімерів в системах подачі полімерів в прикордонний шар, з метою їх використання для підвищення швидкості ходу та безпеки життєдіяльності об'єктів кораблебудування» (спеціальність 01.04.19 — механіка і фізика полімерів та 11.00.11 — охорона навколишнього середовища) в спеціалізованій раді Центрального науково-дослідного інститут ім. акад.. О. М. Крилова (м. Санкт-Петурбург, СРСР);
29.03.1991 р.   Рішенням Вищої атестаційної комісії при Раді Міністрів СРСР присуджено науковий ступінь доктора технічних наук;
02.10.1991 р.  Рішенням Державного Комітету СРСР з народної освіти присвоєно вчене звання професора по кафедрі фізики;
1994 р. Академік Академії наук вищої школи України;
30.10.1995 р.  Рішенням Вченої ради Донбаської державної академії будівництва і архітектури (м. Макіївка, Україна) присвоєно вчене звання професора кафедри екології.

## Кар'єра
Посада за основним місцем роботи: Завідувач кафедри техногенно-екологічної безпеки навчально-наукового інституту нафтогазової інженерії Івано-Франківського національного технічного університету нафти і газу. Головний науковий співробітник Науково-дослідного інституту нафтогазової енергетики та екології ІФНТУНГ за сумісництвом.
Юридична адреса ІФНТУНГ: вул. Карпатська 15, м. Івано-Франківськ, Україна, 76019.

### Попередні посади протягом останніх 10 років
Професор кафедри охорони праці та навколишнього середовища, Приазовський державний технічний університет (м. Маріуполь, Україна),
2014—2015 рр. за основним місцем роботи;
Проректор з науково-педагогічної роботи і міжнародних зв'язків, Донецький національний університет імені Михайла Туган-Барановського (м. Донецьк, Україна), 2002—2014 рр. за основним місцем роботи, завідувач кафедри прикладної фізики, екології, та БЖД ДонНЕТ за сумісництвом.
Завідувач кафедри прикладної екології і БЖД,  Донбаська державна академія будівництва і архітектури (м. Макіївка, Україна), 1992—2002 рр. за основним місцем роботи, завідувач кафедри прикладної фізики, екології та БЖД ДонНУЕТ імені Туган-Барановського за сумісництвом.

## Науковий профіль
Науковий профіль базується на принципі «від фундаментальних досліджень до конкретного технологічного процесу»: фізика; механіка і реологія полімерів; технології захисту навколишнього середовища; видобування нафти і газу; реофізика суспензій наноматеріалів.
1. Підвищення обороноздатності держави. Для оборонної промисловості (1982—1990 рр.) при виконанні проектів: «Океан-2», «Океан-3», «Нафтен-АН», «Нафтен-2АН», «Обнова-ТУРБО», а також НДР для в/ч 13132 (м. Севастополь, Україна) були розроблені науково-теоретичні  основи проектування систем подачі полімеру в прикордонний шар об'єктів кораблебудування, використання яких дозволило підвищити швидкість торпед і підводних човнів, а також забезпечило зменшення гідродинамічних шумів і підвищило безпеку їх життєдіяльності.
2. Підвищення енергетичної безпеки України. На базі фундаментальних досліджень реофізики розчинів полімерів для сектора нафтогазової енергетики розроблено ресурсо- та енергозбережні екологічні технології: інтенсифікація нафтовіддачі пластів розчинами полімерів; енергозбереження за рахунок зменшення опору турбулентній течії рідин (вкл. і нафту) малими полімерними домішками; гідроперфорація водополімерним струменем обсадних колон нафтогазових свердловин та утворення каверн у породі; пожежогасіння з використанням полімерів на територіях нафтогазових об'єктів.
3. Поліпшення рівня екологічної безпеки та БЖД людини.  Локалізація радіоактивних та інших  токсикантів в літосфері при ліквідації наслідків аварій і катастроф; очистка рідин від забруднень гідродинамічно-активованими полімерними флокулянтами; створення полімерних водозахисних екранів; різання матеріалів водополімерним струменем, а також  створення суспензій наноматеріалів (див. пп. 10.1) з інтелектуальною системою керування локальною гіпертермією для лікування онкологічних захворювань.

## Участь у конкурсних наукових (науково-технічних) проєктах
Вітчизняні проєкти:
1.  Керівник конкурсної НДР, що фінансувалася МОН України (номер держреєст. РК 0121U109562) «Дослідження і розробка гідроструминної водополімерної перфорації з використанням  сенсорів на основі наноструктур для керування пристроями захисного відключення».
Строки виконання: 01.01.2021 р. — 31.12.2022 р.; Обсяг коштів на виконання НДР ‒ 1,2 млн грн.
З'ясовано механізм високої руйнівної здатності високошвидкісного струменя водного розчину полімеру, що полягає в руйнівній дії динамічного тиску водополімерного струменя, «армованого» сильно розгорнутими макромолекулярними ланцюгами у вхідній ділянці сопел гідроперфоратора, які формують високошвидкісний гідрострумінь.
Встановлена вперше природа високої руйнівної здатності струменя розчину полімеру має важливе значення для виявлення раціональних режимів течії і розроблення оптимальних конфігурацій сопел гідроперфоратора та визначення його максимальної продуктивності. Розроблено науково обґрунтовані принципи проектно-розрахункових опрацювань обладнання для різання різних матеріалів водополімерним струменем в режимі 3D за умов енергоресурсозбеження та забезпечення вимог щодо екологічності виробництва. Дослідно-промислова апробація запропонованого та  запатентованого способу перфорації свердловин високошвидкісним струменем водного розчину поліетеленоксиду підтвердила практичну і економічну доцільність його використання.
2. Керівник конкурсної НДР, що фінансувалася МОН України (номер держреєст. 0117U004218) «Дослідження деформаційних ефектів, що виникають при течії розчинів полімерів, з метою розробки рекомендацій з інтенсифікації нафтовіддачі пластів та промивання при бурінні свердловин».
Строки виконання: 01.01.2017 р. — 31.12.2018 р.; Обсяг коштів на виконання НДР ‒ 1 млн. 367 тис. грн.
Науково обґрунтовані принципи проектно-розрахункових опрацювань режимів полімерного заводнення нафтових пластів та промивання свердловин при забезпеченні вимог щодо екологічності цих процесів. Вперше встановлено молекулярно-надмолекулярний механізм прояву ефектів аномально високого ступеня охоплення нафтового пласта при його заповненні розчином полімеру, що дозволило розробити рекомендації з інтенсифікації нафтовіддачі пластів і промивання при бурінні свердловин розчинами полімерів.
3. Керівник конкурсної НДР, що фінансувалася МОН України (номер держреєст. 0110U006777) «Дослідження процесу різання охолодженим струменем води та розробка обладнання для водорізання».
Строки виконання: 01.01.2011 р. — 31.12.2012 р.; Обсяг коштів на виконання НДР ‒ 832 тис. грн.
Вперше встановлено, що для інтенсифікації процесу гідрорізання найбільш доцільно наступне:
- при визначенні раціональних параметрів соплової головки і проточної її частини використовувати структурні та динамічні характеристики струменів, що дозволяє отримувати гідрострумені з поліпшеними динамічними параметрами;
- використовувати водноазотний спосіб формування гідроабразивного струменя, в якому роль абразиву грають мікрочастинки льоду, які  утворюються в процесі охолодження водяного струменя парами рідкого азоту.
Міжнародні проєкти:
1. Керівник від ІФНТУНГ українсько-китайського проекту між ІФНТУНГ та Цзіліньским Університетом  (м. Чанчунь, Китай) «Створення та дослідження наноматеріалів з інтелектуальною системою управління локальною гіпертермією для лікування онкологічних захворювань». Строки виконання: 17.12.2019 – 16.12. 2024 р.  Спільні публікації з Jilin University, Кита):                                             1. Pashchenko A.V., Li Quanjun, Pogrebnyak V.G., Liu Bingbing [et.  al.] Smart magnetic nanopowder based on the manganite perovskite for local hyperthermia // RSC Adv. — 2020. — V. 10, No. 51. — P. 30907 — 30916. (Спільна публікація з Jilin University, Китай). DOI:10.1039/D0RA06779B. Стаття у виданні  SCOPUS.                                                     https://pubs.rsc.org/en/content/articlelanding/2020/RA/D0RA06779B#!    divAbstract;                       2. Pashchenko A.V., Li Q., Pogrebnyak V.G.,  Levchenko G.G. [et.al.] Control of dielectric properties in bismuth ferrite multiferroic by compacting pressure. Materials Chemistry and Physics. 2021. Vol. 258. Article number 123925. (Спільна публікація з Jilin University, Китай). DOI:10.1016/j.matchemphys.2020.123925. Стаття у виданні  SCOPUS.                                            https://www.scopus.com/record/display.uri?eid=2-s2.0-85092938499&origin=resultslist&sort=plf-f;                       3. Wei Z., Pashchenko A. V.,  Pogrebnyak V. G.   [et. al.]   Multifunctionality   of lanthanum — strontium     manganite    nanopowder    //   Physical      Chemistry @ Chemical   Physics.   2020.    Vol. 22,      No 21,   Pp.  11817‒11828.   (Спільна  публікація   з   Jilin  University, Китай).  DOI:  10.1039/d0cp01426e.  Стаття у виданні SCOPUS.                                            https://pubs.rsc.org/en/content/articlehtml/2020/cp/d0cp01426e;                       4. Pashchenko A. V., Prokopenko V. K., Pogrebnyak V. G. Imperfection of the clustered perovskite structure, phase transitions, and magnetoresistive properties of ceramic La 0.6Sr 0.2Mn 1.2-xNi xO 3 ± δ (x = 0-0.3) // Physics of the Solid State.  2012.  No 54(4).  Pp.  767 ‒777.  DOI:  10.1134/S106378341204021X. Стаття у виданні  SCOPUS.                                                              5. Спосіб нагріву біоматеріалу в змінному магнітному полі без ризику механічного пошкодження клітинних структур U 2022 00687 / Пащенко О. В., Погребняк В. Г., Лєдєньов М. О., Фесіч І. В.,  Чудик І. І., Перкун І. В.: заявл. 16.02.2022 спільно з Донецьким фізико-технічним інститутом ім. О. О. Галкіна НАН України (м. Київ, Україна).  2. 2021 р.   Наукова співпраця з Університетом Petrosani, Romania: Спільна монографія  - Pogrebnyak V.G., Chudyk I.I., Perkun I.V. Solutions of Polymers in the Oil and Gas Technologies Multiauthored monograph  // Prospects fоr developing resource-saving tehnologies in mineral mining and processing. – Petrosani. Romania: UNIVERSITAS Publishing, 2022. – 682p.

3. Керівник від ДонНУЕТ (номер реєстр. 530158-TEMPUS-1-2012-1-SE-TEMPUS-SMHES) «Support of innovations through improvement of regulatory framework for higher education in Ukraine (SpinOff)».
Строки виконання: 15 жовтня 2012 р. — 14 жовтня 2015 р. Фінінсування ЄС за програмою TEMPUS: ДонНУЕТ –  ~900 тис. грн., ІФНТУНГ — 1876,0 тис. грн.
http://www1.nas.gov.ua/rsc/psc/worldwide/Documents/Актуальные%20европейские%20проекты%20TEMPUS.pdf
В рамках виконаного проекту проаналізовано європейський досвід комерціалізації інновацій університетами та запропоновано шляхи його впровадження в Україні. Практичний досвід університетів з Великобританії, Польщі, Португалії та Швеції розглянуто в контексті європейського економічного, культурного та історичного різноманіття. Запропоновано рекомендації щодо покращення спроможності університетів України створювати та впроваджувати інновації з суттєвою науковою та комерційною значимістю.
Погребняк В., Гусєва О., Кравченко О., Хлевицька Т., Защук М., Смирнов С., Ферябов І. // Досвід європейських університетів з комерціалізації інновацій та можливості його застосування в Україні / Колективна монографія за редакцією В. Шатоха — Дніпропетровськ: «Дріант», 2014. — 246 с.  С. 159—199. ISBN 978-966-2394-13-9.
https://www.researchgate.net/profile/Volodymyr_Shatokha/publication/310801565_Dosvid_evropejskih_universitetiv_z_komercializacii_innovacij_ta_mozlivosti_jogo_zastosuvanna_v_Ukraini/links/5838382508aed5c614881196/Dosvid-evropejskih-universitetiv-z-komercializacii-innovacij-ta-mozlivosti-jogo-zastosuvanna-v-Ukraini.pdf
4. Учасник від ДонНУЕТ (номер реєстр. FP7-PEOPLE-2012-IRSES, n° 318946) «NUTritional LABeling Study in Black Sea Region Countries (NUTRILAB)». Строки виконання: 1 січня 2013 р. — 31 грудня 2015 р. Фінінсування ЄС за програмою FP-7: ДонНУЕТ –  431 тис. грн.
http://www.rosita.ro/nutrilab/partners.html
5. Керівник — Pogrebnyak V.G., Voloshin V.S. Ecological Technology of Creating Water proof  Screens. — Donetsk: «Knowledge». 2010. 482 ps.
The work has got support from the side of the Department of the Nav — Grant NUOO 14-99-1-4047 issued by the Scientific — Research Agency of the International Held Office. http://www.irbis-nbuv.gov.ua/cgi-bin/irbis_nbuv/cgiirbis_64.exe
Загалом виконано 11 міжнародних проектів (як учасник, співкерівник та  керівник), будучи проректором ДонНУЕТ з науково-педагогідної роботи і міжнародних зв'язків (2002—2014 рр).

## Наукові премії, нагороди, інші досягнення
Закордонне стажування:
2002-2015 рр 15 відряджень закордон як учасник, співкерівник та  керівник міжнародних науково-освітніх проектів: TEMPUS, BMEU, FP7 (Швеція, Португалія, Великобританія, Польща, США, Китай та інші);
12. 2019 р. (стажування) Створення наноматеріалів з інтелектуальною системою керування локальною гіпертермією і їх суспензій для лікування онкологічних захворювань разом з Jilin University, «International Centerof Future Science», Changchun, China (договір ІФНТУНГ про НТС з 2019 р. по 2025 р.).. Спільні публікації з Jilin University, Китай):
                  -    стажування  під час 15 поїздок закордон (до 2015 р.), як учасник, співкерівник та  керівник міжнародних проектів;
                  -    проведення наукових досліджень в «Cortana Corporation», Washington, USA (2002—2012 рр);
2000 — 2012 рр.   Спільні наукові дослідження турбулентних та несталих течій розчинів полімерів (разом з проф. Бабенко В. В., ІГМ НАН України, м. Київ, Україна) на експериментальній базі «Cortana Corporation», Washington, USA:
                  1. Pogrebnyak V.G. Polymer Macromolecules as a Tool for Studying Wall-Adijacent Turbulence Flow//Proceedings of the 2nd International Symposium on Seawater Drag Reduction. Busan. 2005. Korea. Pp. 79–90;
                   2.  Pogrebnyak V.G., Voloshin V.S. Ecological Technology of Creating Water proof  Screens. — Donetsk: «Knowledge». 2010. 482 ps.);
                   3. Погребняк В. Г. Енергозбереження і ефект Томса / за ред. Ю. Ф. Іванюти. — Київ: Освіта України, 2017. — 440 с.
Публікаційна діяльність протягом останніх 5 років
Монографії:
1. Pogrebnyak V.G., Chudyk I.I., Perkun I.V. Solutions of Polymers in the Oil and Gas Technologies Multiauthored monograph  // Prospects fоr developing resource-saving tehnologies in mineral mining and processing. – Petrosani. Romania: UNIVERSITAS Publishing, 2022. – 682p.2.
2. Погребняк В. Г., Погребняк А. В. Технології високоефективного гідрорізання / Колектив авторів // Актуальні напрями розвитку технічного та виробничого потенціалу національної економіки: монографія. – Дніпро: «Пороги», 2021. – 536 с.
3. Pogrebnyak V.G., Chudyk I.I., Perkun I.V. Solutions of Polymers in the Oil and Gas Technologies Multiauthored monograph  // Prospects fоr developing resource-saving tehnologies in mineral mining and processing. – Petrosani. Romania: UNIVERSITAS Publishing, 2022. – 682p.

Наукові статті SCOPUS і WoS за 2019-2023 рр.:
1. Pogrebnyak V., Chudyk I., Perkun I. Coil-uncoiled chain Transition of Polyethylene Oxide Solutions // Chem. and Chem. Technol. 2019. Vol. 13. No. 4. pp. 465–470. DOI:10.23939/chcht13.04.465.
2. Wei Ziyu,  Polynchuk P.Yu., Pogrebnyak V.G.,  Levchenko G.G.[et.al.] Multifunctionality of Lanthanum-Strontium Manganite Nanopowder // Phys. Chem. Chem. Phys. 2020. Vol. 22, No. 21. pp. 11817–11828. DOI:10.1039/d0cp01426e.
3. Pashchenko A.V., Liedienov N.A.,  Pogrebnyak V.G. [et.al.] Smart magnetic nanopowder based on the manganite perovskite for local hyperthermia (лікування раку)  // RSC Adv., 2020. Vol.10, No. 51. pp. 30907–30916. DOI:10.1039/d0ra06779b.
4. Pogrebnyak V., Perkun I., Vasyliv N.  Influence of geometric and dynamic parameters of a water-polymer jet on characteristics of products hydro-cutting process // Ukrainian Food Journal. Kyiv: NUFT, 2020. Vol. 9, Issue 1. pp. 197–208.
5. Pogrebnyak V.G., Chudyk I.I., Perkun I.V. High-efficiency Casing Perforation Oil and Gas Wells // SOCAR Proceedings. Reservoir and Petroleum Engineering., 2021. No.2.pp. 112 –120.
6. Pogrebnyak V.G., Perkun I.V., Shymansky V. Y. Therval effects in the flow of a polymer aqueous solution through a hydrocutting jet-forming head  // Journal of Engineering Physics and Thermophysics. – New York, 2021.Vol. 94,  No.1. pp. 137-142. DOI:10.1007/s10891-021-02281-1.
7. Pashchenko A.V., Pogrebnyak V.G.,  Levchenko G.G. [et.al.] Control of dielectric properties in bismuth ferrite multiferroic by compacting pressure // Materials Chemistry and Physics., 2021. Vol. 258. – Article number 123925. DOI:10.1016/j.matchemphys.2020. 123925.            
8.  Pogrebnyak V.G., Perkun I. V. Maxwell fluid flow in system supplying hydrodynamically active polymer to boundary layer  of streamlined object // Mathematical modeling and computing. – Lviv: Lviv Polytechnic, 2021. Vol. 8, No.1. pp. 58–68. https://doi.org/10.23939/mmc2021.01.058.
9. Pogrebnyak V.G. [ et. al.]  Apple juice clarified by the polymeric flocculants // Food science and technology. 2022. Vol. 16, Issue 3. P. 85-91. DOI: https://doi.org/ 10.15673/fst.v16i3.2464.
10. Pogrebnyal Volodymyr, Chudyk Igor, Pogrebnyak Andriy, Perkun Iryna Perforation of oil and gas wells by a high-velocity jet of polymer solution // Nafta-Gaz, 2022. No. 01, pp. 3-13.
DOI: 10.18668/NG.2022.01.01.  
11. Pogrebnyak V.G. [ et. al.]   Viscoelastic effects in conditions  water-polymer flooding of the fractured-porous reservoir // Nafta-Gaz, 2023, Vol. 79, No. 7, pp. 455–463, DOI: 10.18668/NG.2023.07.02.
12.  Pogrebnyak V.G. [ et. al.]   Giant baroresistance effect in nanopowder compacts of rare-earth manganite perovskite // Journal of Alloys and Compounds. 2023, 938, 168591.  
DOI: 10.1016/j.jallcom.2022.168591.
15. Pogrebnyak V.G. [et. al.] Intensification of water jet cutting process in deep-frozen food products. Ukrainian Food Journal. 2023. Volume 12. Issue 3. DOI: 10.24263/2304-974X-2023-12-3-9.
Наукові статті у фахових журналах (2019-2023 рр.):
1. Погребняк В.Г., Перкун І.В. Витіснення нафти при осцилюючому нагнітанні розчину полімеру в пласт із шаруватою неоднорідністю // Розвідка та розробка нафтових і газових родовищ, 2019. № 3(72). с. 42‒50.
2. В. Г. Погребняк, І. І. Чудик., І. В. Перкун Особливості процесу перфорації  свердловин струменнем розчину полімеру // Розвідка та розробка нафтових і газових родовищ, 2022. № 1(82). с. 34-43.
3. Pogrebnyak V, Shymansky V, Perkun I. The Water-Polymer Method of Hydroperforation of Oil and Gas wells. Trends PetroEng. 2023; 3(2): P. 1–9. DOI: 10.53902/TPE.2023.03.000524.
інтегрований показник здобутків у науковій діяльності:
Google Scholar: загальна кількість цитувань — 364, індекс Гірша — 10;
Scopus: публікацій — 31, загальна кількість цитувань — 198, індекс Гірша — 8;
Web of Science: публікацій — 25; кількість цитувань — 179, індекс Гірша — 8.
Google Scholar: https://scholar.google.ru/citations?user=rwvMpTQAAAAJ&hl=ru;
Scopus: https://www.scopus.com/authid/detail.uri?authorId=7003513150#top
Author ID: 7003513150;
Publons/Researcher ID:
https://publons.com/researcher/3028608/pogrebnyak-vg-pogrebnyak-v-volodymyr-pogrebnyak-po/
Web of Science Researcher ID: T-9150-2019;
ORCID: http://orcid.org/0000-0002-7735-3408.
Загалом наукових публікацій та Патентів  ̶  понад 450:
Погребняк В. Г. бібліогр. покажч.: до 90-річчя від дня засн. ун-ту ДонНУЕТ ім. Туган- Барановського. Наук. б-ка. –  Донецьк: Вид-во «Ноулідж». 2011. — 82. [9]: іл. — (Серія «Провідні вчені ДонНУЕТ»: вип.24). http://biography.nbuv.gov.ua/data/vidannya/upbp/PDF/45.pdf (3004 номер в списку).
9. Винахідницька та інноваційна діяльність
Загальна кількість патентів (авторських свідоцтв на винаходи):
А. С. СРСР — 5;
Патентів України — 24  (2 у 2022р. та 1 у 2023р..)
Перелік (не більше 10) вибраних основних патентів за останні 10 років:
1. Спосіб гідроструминної перфорації свердловин: пат. на корисну модель № 150245, Україна. МПК (2022.01) Е21В43/00 Е21В 43/14 (2006.01) / Погребняк В. Г.,   Перкун І. В., Шиманський В. Я. // № u 2021 04406, заявл. 29.07.2021, опубл. 19.01.2022. Бюл.  № 3.  4 c. заявник та патентовласник ДонНУЕТ.
2. Спосіб нагріву біоматеріалу в змінному магнітному полі без ризику механічного пошкодження клітинних структур U 2022 00687 / Пащенко О. В., Погребняк В. Г., Лєдєньов М. О., Фесіч І. В., Чудик І. І., Перкун І. В.: заявл. 16.02.2022. заявники та патентовласники ІФНТУНГ та Фізико-технічний інститут НАН України.
3. Пат. 74609, Україна. МПК B 03 B 4/00 — № u 201202142 Водополімерний спосіб різання продуктів та матеріалів / Погребняк А. В., Наумчук М. В., Погребняк В. Г. 2012. Бюл. № 21. заявник та патентовласник ДонНУЕТ.
4. Пат. 57600, Україна. МПК C12H 1/02 (2006.01) — № u 2010 08323. Спосіб освітлення рідин полімерними флокулянтами / Погребняк В. Г., Перкун І. В., Наумчук М. В. 2011. Бюл. № 5. заявник та патентовласник ДонНУЕТ.
5. Пат. 57599, Україна. МПК B01D 21/01 — № U 2010 08321 Пристрій для освітлення рідин за допомогою флокулянтів / Погребняк В. Г., Перкун І. В., Наумчук М. В.; заявник та патентовласник Донец. нац. ун-т імені Туган Барановського. 2011. Бюл. 5. заявник та патентовласник ДонНУЕТ.
6. Пат. 51689, Україна. МПК B01D21/01 — № u 2010 01520 Пристрій для освітлення рідких продуктів за допомогою флокулянтів / Погребняк В. Г., Перкун І. В., Наумчук М. В. 2010.  Бюл. 14. заявник та патентовласник ДонНУЕТ.
7. Пат. 52011, Україна. МПК C12H 1/02 (2006.01) — № U 2010 01550 Спосіб освітлення фруктових соків за допомогою флокулянта / Погребняк В. Г., Перкун І. В., Наумчук М. В. 2010. Бюл. 15. заявник та патентовласник ДонНУЕТ.
8. Пат. 40537, Україна. МПК B01D 21/01 — № U 2008 14037 Спосіб обробки рідких продуктів та матеріалів флокулянтом / Погребняк В. Г., Перкун І. В., Гордієнко О. А. 2009.  Бюл. 7. заявник та патентовласник ДонНУЕТ.
9. Пат. 42034, Україна. МПК C12H 1/02 (2006.01) — № U 2008 14250 Пристрій для розділення рідких продуктів та матеріалів / Погребняк В. Г., Перкун І. В., Наумчук М. В.   2009. Бюл. 12. заявник та патентовласник ДонНУЕТ.
10. Пат., Україна, МПК С01G 43/00 C01G 25/00. Спосіб вилучення урану та цирконію з промстоків / Погребняк В. Г. та інші. 1999.  Бюл. 2. Заявники та патентовласники: ДонНУ.

## Участь в освоєнні (впровадженні) нових технологій або науково-технічних розробок
2022 р. (м. Івано-Франківськ, Україна) –  Дослідно-промислова апробація (проєкт (номер держреєст. РК 0121U109562) «Дослідження і розробка гідроструминної водополімерної перфорації з використанням  сенсорів на основі наноструктур для керування пристроями захисного відключення») запропонованого та  запатентованого способу перфорації свердловин високошвидкісним струменем водного розчину поліетеленоксиду підтвердила практичну і економічну доцільність його  використання. Впроваджено на промисловому нафтогазовому полігоні Центру «Техноекобезпека Карпат» ІФНТУНГ.
2018 р. (м. Івано-Франківськ, Україна) –  Отримані при виконанні проекту (номер держреєст. 0117U004218) результати дослідження динаміки розчинів полімерів в умовах течії в нафтовому колекторі та в нафтогазовій свердловині стали теоретично-експериментальним підґрунтям для розробки рекомендацій з інтенсифікації процесів нафтовіддачі пластів та промивання при бурінні нафтогазових свердловин з використанням розчинів полімерів. Виявлені особливості поведінки розчинів полімерів в умовах нафтового пласт-колектора і процесів витіснення нафти з модельних пластів, а також промивання при бурінні свердловин розчинами полімерів дозволили запропонувати практичні рекомендації з підвищення ефективності процесів нафтовіддачі пластів і промивання при бурінні нафтогазових свердловин розчинами полімерів (Впроваджено, як Додаток Е до СОУ 11.2-00135390-096:2009 «Контроль параметрів бурових промивальних рідин, засоби вимірювальної техніки та допоміжне (індикаторне) обладнання» та « Практичні рекомендації з підвищення ефективності процесів нафтовіддачі пластів і промивання свердловин розчинами полімерів». Акт впровадження в НДіПІ ПАТ «Укрнафта» від 28.12. 2018 р.). Співавтори: від ІФНТУНГ — І. І. Чудик, О. Р. Кондрат, А. В. Погребняк; від ІГМ НАН України — В. В. Бабенко; від НДіПІ ПАТ «Укрнафта» — С. М. Рудий.
2018 р. (м. Івано-Франківськ, Україна) — Науково-практичні результати гідродинамічних і реофізичних досліджень (номер держреєст. 0117U004218; див. п. 8.1 анкети) використовуються в магістерських роботах і в спеціальних лекційних курсах для аспірантів на кафедрах видобування нафти і газу та буріння нафтових і газових свердловин ІФНТУНГ, про що свідчать акти впровадження (Акти впровадження в ІФНТУНГ від 29.12.2018 р.).
2017 р. (м. Макіївка, Україна) — Розроблено у співавторстві з  А. В. Погребняком концептуальні рішення конструкції машини для універсального різання продуктів водополімерним струменем в режимі 3D з можливістю отримання різної конфігурації поверхні розрізів харчової сировини за умов енергоресурсозбеження та забезпечення вимог щодо екологічності виробництва. Отримано рекомендації стосовно оптимізації процесу гідроструминного водополімерного різання заморожених харчових продуктів, реалізація яких знижує раціональний робочий тиск у 4–5 разів в порівнянні з тиском при різанні водяним струменем. Це дало змогу запропонувати універсальну гідрорізальну  в режимі 3D машину МОВПС-100 з вартістю в 10 разів меншою за вартість існуючого гідрорізального обладнання.
Результати дослідницько-промислової апробації машини МОВПС-100 свідчать, що процес різання харчових продуктів водополімерним струменем є екологічно безпечним, на 60 % менш енергоємним та на 25 % більш ресурсозберігаючим порівняно з різанням струменем води. Розроблено технічну документацію на машину МОВПС-100 відповідно до сформульованих науково обґрунтованих принципів проектно-розрахункових опрацювань гідроструминного водополімерного обладнання для різання харчових продуктів. Результати роботи впроваджено (продано ліцензію на використання Know-How та технічну документацію для виробництва машини МОВПС-100) на ТОВ «Черкесск» (Акт впровадження від 01.03. 2017 р.).
2010 р. (м. Горлівка, Україна) — Запропоновано у співавторстві з А. В. Погребняком інженерний метод розрахунку параметрів гідроріжучої установки і на його основі розроблена технічна документація на гідром'ясорізки, яку впроваджено на Горлівському м'ясокомбінаті (Згідно акту впровадження від   13.11.2010 р. економічний ефект склав 128,1 тис. грн.).
2010 р. (м. Донецьк, Україна) — Запропонований у співавторстві з І. В. Перкун перспективний спосіб підвищення споживних властивостей, якості і безпеки яблучних соків в процесі освітлення з використанням флокулянта ПЕО при керуючій дії гідродинамічного поля, а також відповідні методичні рекомендації впроваджено на ТОВ фірмі «ДІК». Визначено соціальний ефект, обумовлений підвищенням комплексного показника якості не менше 10 % та можливістю інноваційного управління якістю продукції в процесі її виготовлення (Акт впровадження від                11.06. 2010 р.).
1999 р. (м. Іжевськ, Удмуртська Республіка) — Запропонований спосіб вилучення урану та цирконію з промстоків: пат. України, МПК С01G 43/00 C01G 25/00. 1999.  Бюл. 2,  впроваджено в співавторстві від Агропрому Удмуртської Республіки, РФ — Бричалов В. О., від Удм дер. ун-ту — Нікулін В. О. і Синиціна І. Є. та від Донец. дер. ун-ту — Петренко Т. В., Сморжевська Т. О., Іваницин М. П. (Економічний ефект від впровадження (продано ліцензію на використання Know-How) склав 750 тис. рос. руб.).

## Консультативно-дорадча та експертна діяльність за останні 10 років
Членство у наглядових, вчених, науково-технічних, науково-експертних радах:
-       член галузевої експертної ради Національного агентства із забезпечення якості вищої освіти України з галузі знань 10 «Природничі науки» за спеціальністю 105 «Прикладна фізика та наноматеріали» (30 вересня 2020 р.,  Протокол № 17);
-       експерт-консультант Комісії Верховної Ради України з питань екологічної політики (м. Київ, Україна, 1995—2002 рр.);
-       експерт з екології, експерт з технологій захисту навколишнього середовища Національного агентства із забезпечення якості вищої освіти України (з 2019 р.). Сертифікат НАЗЯВО від 07.10.2019 р. (м. Київ, Україна);
                 https://naqa.gov.ua/wp-content/uploads/2019/11/Заявка1-Відповіді-р1311.pdf
                (132 номер в списку);
          -  член Вченої Ради ІФНТУНГ (м. Івано-Франковськ, Україна);
          - член науково-експертної ради ІФНТУНГ (м. Івано-Франковськ);
          - член Вченої Ради ДонНУЕТ імені Михайла Туган-Барановського
            (м.    Донецьк, Укравїна, до 2015 р.);
-       член Президії науково-методичної Ради з питань екології МОН України      (м. Київ, Україна, 2004—2008 рр.);
Членство у спеціалізованих радах з захисту дисертацій:
-       член експертної  ради ВАК України (м. Київ, Україна, 1994—1999 рр.);
-       член спеціалізованої вченої ради Д 20.052.05 ІФНТУНГ (м. Івано-Франківськ, Україна з 2016 по т.ч.);
-       заступник голови спеціалізованої вченої ради К 11.055.02 у ДонНУЕТ ім. Туган-Барановського (м. Донецьк, Україна, до 2014 р.);
-       член спеціалізованої вченої ради Д 01.46.01 Українського нафтогазового інституту (м. Київ, Україна, 1995—1999 рр.);
-       заступник голови спеціалізованої ради Д 27.01.01 Донбаської національної академії будівництва і архітектури (м. Макіївка, Україна,1994-2002 рр.).
Член редакційних колегій:
- Член редакційної колегії наукового видання «Trends in Petroleum Engineeuang» (США), що індексується в бібліографічних базах. https://www.stephypublishers.com/tpe/editorial-board.php),
- Член редакційної колегії наукового видання Обладнання та технології, включеного до переліку фахових видань України (категорія «Б»).
До 2015 р.:
         - Вісник ДонНУЕТ, сер. «Технічні науки», Донец. нац. ун-т   ім. М. Туган-Барановського (м. Донецьк, Україна);
         - Обладнання та технології харчових виробництв, Донец. нац. ун-т   ім. М. Туган-Барановського (м. Донецьк, Україна);
            - Товарознавство та інновації, Донец. нац. ун-т   ім. М. Туган-Барановського (м. Донецьк, Україна).
Інші види консультативно-дорадчої або експертної діяльності:
           - член експертної ради наукового Міжнародного Реологічного товариства імені Г. В. Віноградова, М., РФ (після 2014 р. покинув Реологічне товариство ім. Г. В. Віноградова). http://www.ips.ac.ru/rheo/
11. Участь у міжнародних конференціях за останні 10 років
Найважливіші доповіді на міжнародних конференціях, які Ви робили особисто:
-       The nature of hydrodynamic drag reduction of oil flow in pipelines by polymer additions // 4nd International Scientific and Technical Internet Conference «Innovative development of resource-saving technologies and sustainable use of natural resources». Book of Abstracts. — Petroșani, Romania: UNIVERSITAS Publishing, 2021. –  p. 154—157;
-       VI Міжнародна науково-технічна конференція «Нафтогазова енергетика-2017», Особливості течії розчину полімеру в тріщинувато-пористому колекторі, 2017. м. Івано-Франківськ. ІФНТУНГ. Секційна доповідь. https://nung.edu.ua/gallery/vі-міжнародна-науково-технічна-конференція-«нафтогазова-енергетика-2017» ;
-       Ш Міжнар. наук.-практ. конф. «Інноваційні аспекти розвитку обладнання харчової і готельної індустрії в умовах сучасності», Удосконалення процесу водополімерного різання. 2019. Харків-Мелітополь: ХДУХТ-ТДФЕУ. Секційна доповідь. http://www.tsatu.edu.ua/ophv/iii-mizhnarodna-naukovo-praktychna-konferencija-innovacijni-aspekty-rozvytku-obladnannja-harchovoji-i-hotelnoji-industriji-v-umovah-suchasnosti/
-       25 Международній Симпозиум по реологии, Intensification of apple juice clarification process by polymeric flocculant. 2010. М. ІНХС ім. А. В. Топчієва РАН. Секційна доповідь. http://www.ips.ac.ru/rheo/Archive/p25_RheoSymp2010.pdf
-  2-nd International Symposium on Seawater Drag Reduction. Busan. 2005. Korea.  Polymer Macromolecules as a Tool for Studying Wall-Adijacent Turbulence Flow, пленарна доповідь. https://scholar.google.ru/citations?user=rwvMpTQAAAAJ&hl=ru#d=gs_md_cita-d&u=%2Fcitations%3Fview_op%3Dview_citation%26hl%3Dru%26user%3DrwvMpTQAAAAJ%26citation_for_view%3DrwvMpTQAAAAJ%3Au5HHmVD_uO8C%26tzom%3D-180.
12. Освітня діяльність та підготовка наукових кадрів протягом останніх 10 років (включно з закордонним досвідом).
Освітня діяльність:
-                 Підручник «Основи фізики»/«Fundamental Physics» / Погребняк В. Г., Горбань С. В., Гаркушева В. О., Пащенко О. В. — Donetsk: DonNUET, 2013. — 338p. Номінувався Вченою Радою ІФНТУНГ у 2015 р. на здобуття Державної премії України в галузі науки і техніки 2016 р.
Підручник затверджено Міністерством освіти і науки України як підручник для студентів вищих навчальних закладів (лист № 1/11-15931 від 22.10.2013 р.).
Це видання вигідно відрізняється від багатьох інших тим, що воно на двух мовах, формулювання та закони з курсу загальної фізики, наведені водночас українською та англійською мовами, що дає можливість використовувати підручник «Основи фізики» для навчання студентів-іноземців і українських студентів на англомовних потоках ВНЗ України, полегшуючи для них розуміння змісту теоретичного матеріалу і тестових завдань.
-                 Навчальний посібник  водночас українською та англійською мовами «Physics» / Погребняк В. Г., Горбань С. В., Гаркушева В. О., Пащенко О. В. — Kramatorsk: «Kashtan» (2-ге вид., доп.), 2016.- 391 р. Затверджено Міністерством освіти і науки, молоді і спорту України як навчальний посібник для студентів вищих навчальних закладів (лист № 1/11-5160 від 23.06.2011 р.).
-                 Навчальний посібник «Фізичні методи дослідження матеріалів» / Шубін О. О., Погребняк В. Г., Висоцкий Ю. Б., Горбань О. А. — Донецьк: ДонНУЕТ, 2004. — 240с. Затверджено Міністерством освіти і науки України як навчальний посібник для студентів вищих навчальних закладів (лист № 14/18.2-27041 від 20.12.2004 р.).
-                 Значна частина освітньої діяльності реалізувалась за програмою TEMPUS — Швеція, Португалія, Велика Британія, Польща. http://www1.nas.gov.ua/rsc/psc/worldwide/Documents/Актуальные%20европейские%20проекты%20TEMPUS.pdf
Загалом виконано 11 міжнародних проектів (15 відряджень закордон як учасник, співкерівник та  керівник) за 12 років (до війни на Донбасі), будучи проректором ДонНУЕТ з науково-педагогічної роботи і міжнародних зв'язків.
Викладання:
назва курсу — «Реофізика полімерів», тривалість — 5 днів в квітні і 10 днів у липні 1998 р., де читався — США, «Cortana Corporation», Washington, USA.  
Доктори філософії (кандидати наук), доктори наук, підготовлені
під керівництвом (консультуванням) кандидата за останнє десятиріччя:
- Гордиієнко О. В., 2010. Розроблення і дослідження обладнання для водорізання харчових продуктів;
- Перкун І. В., 2012. Товарознавча оцінка яблучного соку, освітленного гідродинамічно-активованими полімерними флокулянтами.
Загалом підготовлено  9 кандидатів наук і 2-є докторів наук.
http://nung.edu.ua/files/attachments/naukova_shkola_pogrebnyak_v.g_0.pdf

## Державні нагороди і інші досягнення
1994 р.    Академік Академії наук вищої школи України;
2000р. Нагороджений нагрудним знаком МОН України «Відмінник освіти України»;
2007р.     Присвоєно звання Почесного професора Донбаської національної академії будівництва і архітектури;
2007 р.   Нагороджений Почесною грамотою МОН України;
2009 р. Нагороджений нагрудним знаком МОН України «За наукові досягнення»;
  2010 р. Нагороджений Почесною відзнакою «Гордість академії» Донбаської національної академії будівництва і архітектури;
  2011 р. Нагороджений Почесною грамотою Кабінету Міністрів України № 21391 від 23.02.2011 р.